# 돌로레스 풀러
덜로리스 애그니스 풀러(Dolores Agnes Fuller, 영어 발음: /dəˈlɔːrɪs/, 1923년 3월 10일 ~ 2011년 5월 9일)는 미국의 배우, 송라이터이다. 한때 에드 우드의 여자친구였던 사실이 잘 알려져있다.

## 출연 작품

### 영화
- 블루 가디니아 (1953)
- Count the Hours! (1953)
- 글렌 혹은 글렌다 (1953)
- Jail Bait (1954) - 매릴린 그레거 역
- 괴물의 신부 (1955) - 마지 역